# راؤول فابياني
راؤول إيبان فابياني بوسيو (بالإسبانية: Raúl Fabiani)‏ (مواليد 23 فبراير 1984) هو لاعب كرة قدم غيني استوائي في مركز الهجوم.

## روابط خارجية
- راؤول فابياني على موقع قاعدة بيانات كرة القدم.إي يو (الإنجليزية)
- راؤول فابياني على موقع ناشيونال فوتبول تيمز (الإنجليزية)
- راؤول فابياني على موقع Soccerway.com (الإنجليزية)